# Robert Putnam

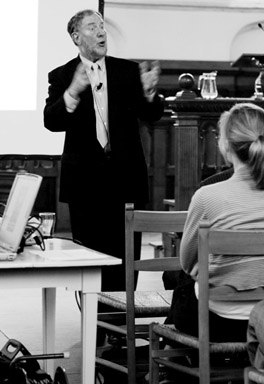
Robert Putnam (2006)

Robert David Putnam (Rochester (New York), 9 januari 1941) is een Amerikaanse politicoloog en hoogleraar bestuurskunde aan de Harvard-universiteit. Daarnaast is hij als hoogleraar verbonden aan de Universiteit van Manchester in Engeland. Putnam is lid van de National Academy of Sciences en de British Academy. Hij heeft 14 boeken gepubliceerd en zijn werk is in meer dan twintig talen verschenen. Zijn beroemdste boek is Bowling Alone: The Collapse and Revival of American Community, dat gaat over het verdwijnen van de gemeenschapszin in de Verenigde Staten.

## Biografie
Toen Robert Putnam een jaar oud was, verklaarde de Verenigde Staten de oorlog aan Duitsland en werd zijn vader gelegerd in Europa. Na zijn terugkeer vestigde het gezin zich in Port Huron.
Putnam haalde in 1963 zijn einddiploma aan het Swarthmore college. Dit instituut zou een grote invloed op zijn verdere leven hebben: het was klein, intellectueel veeleisend en sterk politiek geëngageerd.
Hij ontmoette er zijn latere vrouw Rosemary die hem introduceerde in het jodendom. Hij voelde zich sterk aangetrokken tot het intense gemeenschapsleven dat hij bij de joodse gemeenschap aantrof. Putnam was opgevoed als belijdend Methodist, maar in 1963, na zijn huwelijk met Rosemary Werner, ging hij over op het jodendom.
Hij studeerde aan de Universiteit van Oxford via het Fulbright-programma. In 1965 behaalde hij zijn Master of arts en in 1970 werd hij Doctor of Philosophy aan de Yale-universiteit. In 1979 kreeg hij een aanstelling bij de faculteit bestuurskunde van de Harvard-universiteit. Daarna volgden diverse professoraten op het gebied van de politiek en internationale vredesopbouw. Zo werd hij in 2000 professor in overheidsbeleid van de Harvard Kennedy School.
Zijn grote verdiensten liggen op het gebied van onderzoek naar sociale cohesie. Deze neemt af, wanneer de diversiteit door immigranten toeneemt. Deze bevindingen zijn genuanceerd door Maria Abascal en Delia Baldassarri. Putnam adviseerde onder meer de presidenten Clinton en Schröder, premier Blair. Ook Wouter Bos maakte van zijn kennis gebruik.

## Debuut als publicist
Zijn eerste spraakmakende boek was Making Democracy Work: Civic Traditions in Modern Italy dat in 1993 uitkwam.
In dit boek beschrijft Putnam een experiment dat in 1970 in Italië van start ging toen de regering een nieuw bestuur voor alle regio’s installeerde. Twintig jaar lang werd de slagvaardigheid van deze overheidsorganen op het gebied van landbouw, huisvesting en gezondheidszorg gevolgd. Er bleek dat er meer saamhorigheid en samenwerking, door het maatschappelijk middenveld, ontstaan was en de welvaart gestegen.

## Bowling alone
Een van zijn belangrijkste werken is het essay Bowling Alone: America's Declining of Social Capital, dat in 1995 verscheen en waarin Putnam vaststelde dat de Verenigde Staten aan het einde van de twintigste eeuw een belangrijke verandering hadden ondergaan met betrekking tot het burgerlijk, sociale, verenigings- en politieke leven. Daar slaat de titel van het boek ook op: het aloude bowlen gebeurde niet meer in clubverband, maar individueel. Het sociaal kapitaal (vergelijk Pierre Bourdieu) had aan betekenis ingeboet, zo stelde Putnam. De kritiek op zijn werk was dat hij nieuwe vormen van sociaal kapitaal en sociale organisatie over het hoofd zag.
In 2000 publiceerde Putnam een vervolg op zijn essay: Bowling Alone: The Collapse and Revival of American Community. In dit boek werkt hij zijn ideeën verder uit en dient zijn critici van repliek. Hij benadrukte dat traditionele maatschappelijke organisaties aanzienlijk aan belang hadden ingeboet.
Putnam maakt in zijn werk onderscheid tussen twee soorten sociaal kapitaal. Het ene bindt samen (bonding) en het andere slaat bruggen (bridging). Het samenbinden vindt plaats tussen mensen die zich in elkaar herkennen: mensen met gelijke leeftijd, ras, religie enzovoort. Maar belangrijk in een multi-etnische samenleving is ook de tweede vorm van sociaal kapitaal:het bruggenbouwen. Bruggen slaan is de verbinding tussen mensen die niet gelijk zijn in leeftijd, sekse, religie, interesses en dergelijke. Volgens Putnam bestaan deze twee vormen naast elkaar en versterken elkaar bovendien. Zijn stelling is dan ook dat met het verlies aan samenbindend sociaal kapitaal ook de etnische tegenstellingen groter worden en bruggenbouwen moeilijker wordt.

## Better together
Bezorgd om het verlies van gemeenschapszin probeert Putnam samen met academici, beleidsmakers en politici het sociaal kapitaal in de Verenigde Staten nieuw leven in te blazen. Hieruit zijn het boek en de website Better Together voortgekomen.
Deze website biedt bezoekers voorbeelden van initiatieven in heel de VS waarbij het ontwikkelen van sociaal kapitaal centraal staan.
Recentelijk heeft Putnam deelgenomen aan een onderzoeksproject naar de relatie tussen vertrouwen binnen etnische gemeenschappen en etnische diversiteit. Uit het onderzoek blijkt dat in de VS een duidelijke relatie bestaat tussen etnische diversiteit en vertrouwen, waarbij te zien is dat een hogere etnische diversiteit leidt tot minder vertrouwen, zowel binnen de etnische groep als tussen etnische gemeenschappen. Deze resultaten botsen met de traditionele theorie dat diversiteit in etniciteit juist leidt tot meer begrip tussen etnische groepen. Volgens Putnam trekken mensen zich juist bij een hoge etnische diversiteit terug in hun schulp als schildpadden bij gevaar. Dit geldt, zo zegt hij, voor alle demografische categorieën; van vrouw tot man en van jong tot oud.
Verder constateert hij dat de sociale samenhang afneemt, als de diversiteit toeneemt. Hoe meer verschillende bevolkingsgroepen, hoe meer criminaliteit en onderling wantrouwen. Wie migreert laat zijn sociale netwerk achter. Maar waar iemand vandaan komt, moet niet uitmaken. Putnam pleit voor het ontwikkelen van een nieuwe gezamenlijke identiteit.
Daarnaast gelooft hij dat door de individualisering en (gedwongen) zelfredzaamheid veel mensen zich minder gelukkig voelen, sneller ziek worden en eerder doodgaan.

## American Grace
In 2010 schreef hij samen met David Campbell een boek over godsdienst in de Verenigde Staten, American Grace: How Religion Divides and Unites Us (Amerika is gezegend: Hoe godsdienst ons verenigt en verdeelt). Putnam trekt een parallel tussen zijn boek Bowling alone en American Grace. Ook religie heeft elementen van samenbinding en bruggenbouwen naar andere groepen. Relaties met geloofsgenoten zijn van grote waarde; hoe meer connecties, hoe beter. Mensen kennen elkaar bij naam en vertrouwen elkaar en zijn bereid iets voor elkaar te doen. De kerk geeft deze verbinding. Maar Putnam geeft ook aan dat gelovigen vooral mensen vertrouwen zoals zij zelf. In American Grace beschrijft hij de verschillen tussen de godsdiensten en hoezeer godsdienst een enclave kan zijn; naar binnen gericht en argwanend tegenover de buitenwereld.

## Our kids
In Our Kids (2015) vertelt Putnam over zijn klas op de middelbare school in Port Clinton (Ohio). Het is 1959, het jaar dat de auteur en zijn klasgenoten de lagere school verlaten. Een school in het midden van de buurt en diepgeworteld in de lokale gemeenschap. In 2014 zocht de auteur zijn voormalig klasgenoten op en vertelt in zijn boek, dat voor de helft gebaseerd is op deze en andere echte verhalen terwijl de andere helft bestaat uit statistiek, hoe het hem en zijn klasgenoten de afgelopen vijfenvijftig jaar vergaan is.
De meerderheid van zijn klasgenoten heeft het in het leven beter gehad dan hun ouders maar voor hun kinderen en kleinkinderen is het leven harder en zijn de vooruitzichten slechter. De welvaart van de Amerikaanse werknemers neemt af, mede door de drastische verlaging van het minimumloon en de rijken lijken zich nauwelijks meer bewust van de problemen van hun (armere) landgenoten.
De eerste-generatiestudenten konden door steun uit de buurt, kerk of anderszins hun talenten verzilveren. Hoe anders is dat nu: Putnam schetst in zijn boek een tweedeling. Aan de ene kant zijn er de kinderen van ouders met een universitair diploma. Zij krijgen financiële steun, en veel meer aandacht van hun ouders, meer steun uit de gemeenschap en ze zitten bovendien vaak op een veel betere school met meer naschoolse activiteiten.
Maar de kinderen uit midden- en lage-inkomensgroepen hebben veel vaker te maken het gebrek aan geld, de chronische stress, onzekerheid over baan of huis en het tekort aan een sociaal netwerk en ondersteuning.
De American Dream komt, volgens Putnam, steeds minder uit. Voorheen konden de meeste Amerikanen door goed onderwijs en hard werken voorspoed en succes verwerven maar de laatste 25 jaar is er een kloof ontstaan tussen de rijke bovenlaag en de meerderheid van de Amerikanen aan de onderkant van de maatschappij. Niet iedereen heeft, zo toont Putnam aan, gelijke kansen meer op succes.

## The Upswing
Uit 2020 dateert Putnam’s boek The Upswing: How America Came Together a Century Ago and How We Can Do It Again, dat hij samen schreef met sociaal ondernemer Shaylyn Romney Garrett. The Upswing (De Wederopleving) beschrijft, hoe de pendule van de tijd heen en weer slingert tussen periodes met een progressieve naar een conservatieve signatuur. Putnam constateert, dat de VS na het presidentschap van Donald Trump diep verdeeld is, met groeiende ongelijkheid en politieke polarisatie. Hij ziet een duidelijke overeenkomst tussen het Amerika van nu en dat van 100 jaar geleden, toen er ook een wederopstanding van het progressieve gedachtegoed plaatsvond.
Hij onderzocht welke woorden de afgelopen eeuw het meest gebruikt zijn, via Ngram, een functionaliteit van Google. Tot de jaren zestig was het woord ik het meest in zwang, maar daarna stond wij voorop. De laatste jaren ziet hij de sociale cohesie afnemen en staat ik weer duidelijk op nummer één. Hij beschrijft het als het ik-wij-ik syndroom.
Op grond van hetzelfde onderzoek ziet hij nog andere trends. Maar in een beschouwing in het Harvard Magazine schrijft Idrees Kahloon dat het nogal simplistisch is om "een hele eeuw samen te vatten in vier trefwoorden: economische ongelijkheid, politieke partijdigheid, verlies van sociaal kapitaal en cultureel narcisme."
Progressieve bewegingen ontstaan van binnenuit, zegt Putnam. Meer dan een eeuw geleden was er nog sprake van kinderarbeid en wijdverbreid racisme in de Verenigde Staten. Maar het waren weldenkende burgers, die zelf het initiatief namen tot verandering. Uiteindelijk resulteerde dit tot de New Deal en de invoering van een minimumloon en sociale zekerheid.
Volgens Putnam is de opwaartse trend van gelijkheid op alle fronten midden jaren zestig gestopt. Het optimisme uit die tijd en het toenemend succes voor maatschappelijke groeperingen voor gelijke rechten , zoals de Lgbt gemeenschap en Black Lives Matter, heeft ertoe geleid dat wit Amerika zich weer op zichzelf heeft teruggetrokken.
Kijken we nu naar de huidige tijd, dan constateert hij, dat Amerikaanse burgers zichzelf moreel verantwoordelijk beginnen te voelen en vraagtekens zetten bij het sociaal darwinisme en het recht van de sterkste. Zijn boek doet een appèl op de jongeren om zich niet over te geven aan cynisme en gemeenschapszin te tonen. Hij hoopt op een bottom-up beweging, zoals een zwerm vogels, die de progressieve kant uitvliegt. Iedereen vliegt mee, ook al is er nog geen duidelijke leider.

## Publicaties
- The Beliefs of Politicians: Ideology, Conflict, and Democracy in Britain and Italy (1973)
- The Comparative Study of Political Elites (1976)
- Bureaucrats and Politicians in Western Democracies (with Joel D. Aberbach and Bert A. Rockman, 1981)
- Hanging Together: Cooperation and Conflict in the Seven-Power Summits (with Nicholas Bayne, 1984, revised 1987)
- Making Democracy Work: Civic Traditions in Modern Italy (with Robert Leonardi and Raffaella Nannetti, 1993)
- Bowling Alone: The Collapse and Revival of American Community (2000)
- Democracies in Flux: The Evolution of Social Capital in Contemporary Society (Edited by Robert D. Putnam), Oxford University Press, (2002)
- Better Together: Restoring the American Community (with Lewis M. Feldstein, 2003)
- "E Pluribus Unum: Diversity and Community in the Twenty-first Century -- The 2006 Johan Skytte Prize." Scandinavian Political Studies 30 (2), June 2007.
- The Upswing: How America Came Together a Century Ago and How We Can Do It Again (2020)